# Héctor Gros Espiell

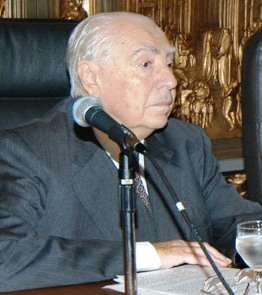
Héctor Gros Espiell (2005)

Héctor Gros Espiell (* 17. September 1926 in Montevideo; † 30. November 2009 ebenda) war ein uruguayischer Politiker und Rechtswissenschaftler.

## Biografie
Héctor Gros Espiell war Professor der Rechtswissenschaften an der Universidad de la República in Montevideo mit den Spezialgebieten Verfassungsrecht und Internationales Recht. Er wirkte als Richter am Interamerikanischen Gerichtshof für Menschenrechte und hatte dort auch den Vorsitz inne. Zudem übte er die Funktion des Exekutivdirektors des Instituto Interamericano de Derechos Humanos aus. Auch vertrat er Uruguay im Streit mit Argentinien um die Errichtung einer Cellulose-Fabrik am Río Uruguay vor dem Internationalen Gerichtshof in Den Haag. Überdies war er Vertreter Uruguays bei der Menschenrechtskommission der UNO. 
Gros Espiell, der der Partido Nacional angehörte, war in der Regierung von Luis Alberto Lacalle vom 1. März 1990 bis zum 4. Januar 1993 Außenminister von Uruguay. Zuletzt war er bis ins Jahr 2008 Botschafter Uruguays in Frankreich. 
Er verstarb im Alter von 83 Jahren an einer unheilbaren Krankheit, derentwegen er sich Monate zuvor aus der Politik zurückgezogen hatte.